# Iggesunds kyrka

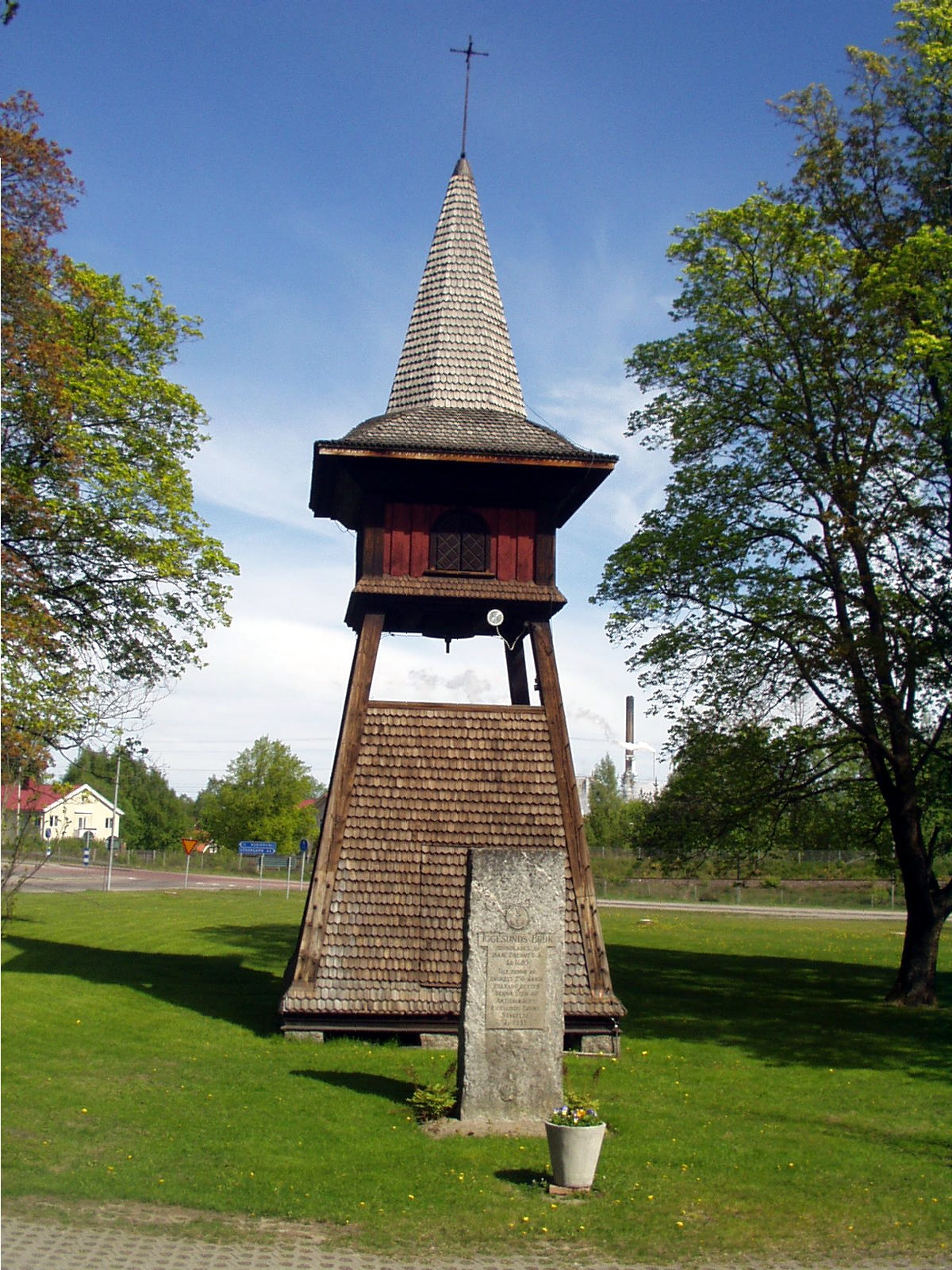
Klockstapeln.

Iggesunds kyrka är en kyrkobyggnad i samhället Iggesund. Den tillhör Enånger-Njutångers församling i Uppsala stift

## Kyrkobyggnaden
Byggnaden uppfördes 1903 och var ursprungligen samlingslokal för bio, möten, sammanträden såväl som för gudstjänster. År 1931 genomgick byggnaden en restaurering och invigdes därefter till kyrka. Ännu en restaurering genomfördes 1976. Kyrkan har en rektangulär planform med ett smalare polygonalt avslutat kor. Kyrkorummets väggar och tak är vitputsade. Ursprungligen hade kyrkorummet ett tredingstak men vid ombyggnaden 1931 delades kyrkorummet in i tre skepp där sidoskeppen hade platta tak och mittskeppet ett smalare tredingstak. Vid ombyggnaden 1976 fick mittskeppet ett tunnvalv.

## Inventarier
- Ett triumfkrucifix är skuret i trä 1978 av Per Nilsson-Öst i Järvsö.

### Orgel
- 1931 byggde Olof Hammarberg, Göteborg en orgel. Orgeln tillbyggdes med två stämmor av Åkerman & Lunds Nya Orgelfabriks AB, Sundbybergs stad. 1969 flyttades orgeln till Betelkyrkan, Iggesund.
- Den nuvarande orgeln byggdes 1969 av Walter Thür Orgelbyggen AB, Torshälla och är en mekanisk orgel med slejflådor. Tonomfånget är på 56/30.

| Huvudverk I     | Svällverk II      | Pedal         | Koppel |
| Rörflöjt 8´     | Gedackt 8'        | Subbas 16´    | I/P    |
| Principal 4'    | Fugara 8'         | Rörgedackt 8' | II/P   |
| Spetsflöjt 4'   | Principal 4'      | Nachthorn 2'  | II/I   |
| Oktava 2'       | Traversflöjt 4'   | Skalmeja 4'   |        |
| Sesquialtera II | Waldflöjt 2'      |               |        |
| Mixtur III-IV   | Scharf III        |               |        |
|                 | Oboe 8'           |               |        |
|                 | Tremulant         |               |        |
|                 | Crescendosvällare |               |        |